# Ojciec żołnierza
Ojciec żołnierza (ros. Отец солдата) – radziecki film wojenny z 1964 roku w reżyserii Rewaza Czcheidze. Zdjęcia kręcono w obwodzie królewieckim.

## Opis fabuły
Jest to opowieść o starym Gruzinie, prostym wieśniaku, który w jednym z pierwszych miesięcy ataku Niemiec hitlerowskich na ZSRR udaje się do szpitala polowego aby odwiedzić tam swojego syna – młodego oficera wojsk pancernych. Jednak po długiej i pełnej trudów drodze, starzec go tam nie zastaje – syn, wyleczony opuścił szpital i udał się do swojej jednostki. Ojciec dowiaduje się jednak od przygodnie spotkanego żołnierza, że jednostka w której służy jego syn stacjonuje niedaleko, postanawia więc się tam udać. Po drodze trafia w strefę działań szybko przesuwającego się na wschód frontu. Poruszony ogromem zniszczeń i bestialstwem atakujących hitlerowców przyłącza się do rozbitych oddziałów Armii Czerwonej, a następnie, przez kolejne lata bierze udział w jej walkach z Niemcami aż do kwietnia 1945 roku. Przez cały czas rozpytuje o swojego syna, który ciągle jest gdzieś przed nim, w awangardzie nacierających oddziałów pancernych. Starzec w zajmowanych miastach napotyka w różnych miejscach napisy świadczące, że jego syn tu był. W końcu odnajduje go gdzieś w Niemczech, podczas walk o umocniony budynek. On sam znajduje się na parterze, a syn na górnym piętrze, obydwu oddzielają jednak broniący się hitlerowcy. Rozmawiają ze sobą, jednak walki uniemożliwiają spotkanie – w jednej z ostatnich scen, syn umiera w ramionach ojca raniony śmiertelnie.

## O filmie
Film wyróżnia się pośród nudnych, rozwlekłych, pełnych sztucznego patosu radzieckich filmów wojennych tamtego okresu. Jest w gruncie rzeczy, pomimo występowania w nim typowych dla gatunku elementów "walki bohaterskiego narodu radzieckiego z hitlerowskim najeźdźcą", spojrzeniem na wojnę z perspektywy prostego człowieka. Prezentuje w niej nie zbiorowość, a jednostkę ze wszystkimi jej uczuciami i rozterkami. Jest obrazem o głębokim, a przede wszystkim wiarygodnym przesłaniu humanistycznym i pacyfistycznym. Być może, właśnie to zadecydowało o jego dużym sukcesie (w samym ZSRR obejrzało go ponad 20 mln widzów) i wielu nagrodach.

## Główne role
- Sergo Zakariadze
- Władimir Priwalcew
- Alieksiej Nazarow
- Aleksandr Liebiediew
- Ketewan Boczoriszwili
- Radner Muratow
- Iwan Kosych